# Anopedias obscurus
Anopedias obscurus är en stekelart som beskrevs av Thomson 1859. Anopedias obscurus ingår i släktet Anopedias och familjen gallmyggesteklar. Arten är reproducerande i Sverige. Inga underarter finns listade i Catalogue of Life.